# Plain Old XML (POX)
Plain Old XML (POX) es un término usado para describir XML básico, algunas veces mezclados con otros, mezcla de especificaciones como Nombre del espacio XML, Core Dublin Core, XInclude y XLink. El término se suele utilizar para resaltar su contraste con la especificación de un XML complicado y multicapa como por ejemplo se hace en los Servicios Web o en los RDF.
Una pregunta interesante es como POX se relaciona con el esquema XML. Por un lado, POX es completamente compatible con el esquema XML. Sin embargo, muchos usuarios POX usan el esquema XML para evitar la inconsistencia de la calidad de la herramienta XML de esquema-a-Java.
POX es diferente de REST, ya que REST se refiere a un estilo para los protocolos de comunicación, mientras que POX se refiere a un estilo de formato de información. REST puede ser visto como POX sobre HTTP con algunas características.
- Datos: Q7200622